# Björka övningsfält
Björka övningsfält är ett militärt övningsområde cirka fyra km väster om Sjöbo i Skåne.
Fältet tillhör Södra skånska regementet (P 7) på Revingehed. Fältet nyttjas framför allt av Försvarsmakten för övningar i strid i bebyggelse, SIB. Även enheter ur polisen övar på fältet. Ingen skarpskjutning sker på fältet.[källa behövs]
Fältet härstammar egentligen från Flygvapnet och utgörs huvudsakligen av den år 2001 nedlagda Björka flygbas som var en krigsflygbas i bas 60-systemet. Spåren från Flygvapnets verksamhet är fortfarande påtagliga med taxibanor, skyddade flygplansuppställningsplatser och dylikt.
Planer finns att genom så kallade läglighetsinköp av mark på sikt bygga samman Revingehed och Björka till ett sammanhängande övningsområde.[källa behövs]